# Organització sense ànim de lucre
Una organització sense ànim de lucre (OSAL) o organització no lucrativa (ONL) és una organització que té com a objectiu primari donar suport a un aspecte d'interès públic o privat sense propòsits comercials. N'hi ha que actuen en camps tan diversos com l'art, la caritat, l'educació, la llengua, la política o la recerca científica.
Tot i que les organitzacions sense ànim de lucre no actuen per generar beneficis econòmics, poden necessitar generar ingressos per a finançar llurs activitats. No obstant això, aquests ingressos poden ser limitats, o fins i tot, restringits legalment. Aquestes organitzacions normalment reben fons d'entitats públiques o privades, en el darrer cas, depenent del país i la legislació, poden ser deduïbles en impostos.
La majoria d'organitzacions no governamentals (ONG) són també organitzacions sense ànim de lucre. Una bona part de les organitzacions sense ànim de lucre, configuren l'anomenat Tercer sector, que gestiona els programes i/o serveis que atenen les necessitats socials de les persones o grups més vulnerables. En aquest sentit, les seves actuacions formen part dels programes de serveis socials.
Els aspectes clau de les organitzacions sense ànim de lucre són la responsabilitat, la fiabilitat, l'honestedat i l'obertura a totes les persones que han invertit temps, diners i fe en l'organització. Les organitzacions sense ànim de lucre són responsables davant els donants, els fundadors, els voluntaris, els destinataris del programa i la comunitat pública. Teòricament, per a una organització sense ànim de lucre que busca finançar les seves operacions mitjançant donacions, la confiança pública és un factor en la quantitat de diners que una organització sense ànim de lucre pot recaptar. Suposadament, com més se centra una organització sense ànim de lucre en la seva missió, més confiança del públic guanyarà. Això donarà com a resultat més diners per a l'organització. Les activitats en les quals participa una organització sense ànim de lucre poden ajudar a generar la confiança del públic en les organitzacions sense ànim de lucre, així com l'ètica dels estàndards i les pràctiques. Hi ha una distinció important als EUA entre organitzacions sense ànim de lucre i Not-for-profit organization (NFPO); mentre que una NFPO no treu beneficis als seus propietaris i els diners es destinen a la gestió de l'organització, no està obligat a funcionar per al bé públic. Un exemple, és un club, la finalitat del qual és el gaudi dels seus membres. Els noms utilitzats i les normatives precises varien d'una jurisdicció a una altra.

## Estats Units
Segons el National Center for Charitable Statistics (NCCS), hi ha més d'1,5 milions d'organitzacions sense ànim de lucre registrades als Estats Units, incloses organitzacions benèfiques públiques, fundacions privades i altres organitzacions sense ànim de lucre. Les contribucions benèfiques privades van augmentar per quart any consecutiu el 2017 (des del 2014), en uns 410.020 milions de dòlars estimats. D'aquestes contribucions, les organitzacions religioses van rebre el 30,9%, les organitzacions educatives el 14,3% i les organitzacions de serveis humans el 12,1%. Entre setembre de 2010 i setembre de 2014, aproximadament el 25,3% dels nord-americans majors de 16 anys es van oferir voluntaris per a una organització sense ànim de lucre.

## Recaptació de fons
Les organitzacions sense ànim de lucre no estan impulsades per la generació de beneficis, però han d'aportar ingressos suficients per assolir els seus objectius socials. Les organitzacions sense ànim de lucre poden recaptar diners de diferents maneres. Això inclou els ingressos procedents de donacions de donants individuals o fundacions; patrocini de les corporacions; finançament governamental; programes, serveis o venda de mercaderies, i inversions. Cada NPO és única en quina font d'ingressos els funciona millor. Amb un augment de les OBNL des del 2010, les organitzacions han adoptat avantatges competitius per crear ingressos per a elles mateixes per mantenir-se financerament estables. Les donacions de particulars o organitzacions poden canviar cada any i les subvencions governamentals han disminuït. Amb els canvis en el finançament d'un any a l'altre, moltes organitzacions sense ànim de lucre han anat avançant cap a augmentar la diversitat de les seves fonts de finançament. Per exemple, moltes organitzacions sense ànim de lucre que han confiat en subvencions governamentals han començat a recaptar fons per atraure donants individuals.

## Gestió
La majoria de les organitzacions sense ànim de lucre tenen personal que treballa per a l'empresa, possiblement utilitzant voluntaris per realitzar els serveis de les organitzacions sense ànim de lucre sota la direcció del personal remunerat. Les organitzacions sense ànim de lucre han de tenir cura d'equilibrar els sous pagats al personal amb els diners pagats per oferir serveis als beneficiaris de les organitzacions sense ànim de lucre. Les organitzacions les despeses salarials de les quals són massa altes en relació amb les despeses del programa poden enfrontar-se a un escrutini regulatori.
Una segona idea errònia és que les organitzacions sense ànim de lucre poden no obtenir beneficis. Tot i que l'objectiu de les organitzacions sense ànim de lucre no és específicament maximitzar els beneficis, encara han d'operar com a negoci fiscalment responsable. Han de gestionar els seus ingressos (tant ajuts com donacions i ingressos per serveis) i despeses per continuar sent una entitat fiscalment viable. Les organitzacions sense ànim de lucre tenen la responsabilitat de centrar-se en ser professionals, financerament responsables, substituint l'interès propi i el ànim de lucre per motiu de missió.
Tot i que les empreses sense ànim de lucre es gestionen de manera diferent de les empreses amb ànim de lucre, han sentit pressions per ser més empresarials. Per combatre el creixement empresarial privat i públic a la indústria dels serveis públics, les organitzacions sense ànim de lucre han modelat la seva gestió i missió empresarial, canviant la seva raó d'existir per establir la sostenibilitat i el creixement.
Establir missions efectives és una clau per a la gestió exitosa de les organitzacions sense ànim de lucre. Hi ha tres condicions importants per a una missió efectiva: oportunitat, competència i compromís.
Una manera de gestionar la sostenibilitat de les organitzacions sense ànim de lucre és establir relacions sòlides amb els grups donants. Això requereix una estratègia de màrqueting per a donants, alguna cosa manca de moltes organitzacions sense ànim de lucre.

## Funcions
Les organitzacions sense ànim de lucre proporcionen béns públics que el govern no ofereix. Les OSFL tenen una gran diversitat d'estructures i finalitats. Per a la classificació jurídica, hi ha, tanmateix, alguns elements d'importància:
- Disposicions de gestió
- Disposicions de responsabilitat i auditoria
- Provisional per a la modificació dels estatuts o dels estatuts
- Disposicions per a la dissolució de l'entitat
- Situació fiscal dels donants corporatius i privats
- Situació fiscal dels fundadors.

Alguns dels anteriors s'han d'expressar (almenys a la majoria de jurisdiccions dels EUA) a la carta d'establiment o constitució de l'organització. Altres poden ser proporcionats per l'autoritat de supervisió de cada jurisdicció en particular.
Tot i que les afiliacions no afectaran un estatus legal, poden ser preses en consideració per procediments judicials com a indicació de la finalitat. La majoria dels països tenen lleis que regulen l'establiment i la gestió d'OBNL i que exigeixen el compliment dels règims de govern corporatiu. La majoria de les organitzacions més grans han de publicar públicament els seus informes financers detallant els seus ingressos i despeses.
En molts aspectes, són similars a les entitats empresarials corporatives, tot i que sovint hi ha diferències significatives. Tant sense ànim de lucre i per a ànim de lucre Les entitats corporatives han de tenir membres del consell, membres del comitè de direcció o patrons que deuen a l'organització un deure fiduciari de lleialtat i confiança. Una excepció notable a això inclou les esglésies, que sovint no estan obligades a revelar les finances a ningú, inclosos els membres de l'església.

### Formació i estructura
Als Estats Units, les organitzacions sense ànim de lucre es formen mitjançant la presentació d'estatuts o articles constitutius o ambdós a l'estat en què esperen operar. L'acte de constitució crea una entitat jurídica que permet que l'organització sigui tractada per llei com un organisme diferent (corporació) i que pugui establir negocis comercials, formalitzar contractes i posseir propietats com poden les persones físiques o les corporacions amb ànim de lucre.
Les organitzacions sense ànim de lucre poden tenir membres, però moltes no. L'organització sense ànim de lucre també pot ser una trust o una associació de membres. L'organització pot ser controlada pels seus membres que elegeixen el consell d'administració, o la junta de patronss. Una organització sense ànim de lucre pot tenir una estructura de delegats per permetre la representació de grups o corporacions com a membres. Alternativament, pot ser una organització no membre i la junta directiva pot triar els seus propis successors.
Els dos tipus principals d'organitzacions sense ànim de lucre són membres i només de la junta. Una organització de membres elegeix la junta i té reunions periòdiques i la facultat de modificar els estatuts. Una organització només de la junta té normalment una junta auto-seleccionada i un membre els poders de la qual es limiten als que li delega la junta. Els estatuts d'una organització només de la junta poden fins i tot indicar que l'organització no té cap membre, tot i que la literatura de l'organització pot referir-se als seus donants o destinataris de serveis com a "membres"; exemples d'aquestes organitzacions són FairVote i l'Organització Nacional per a la Reforma de les Lleis de la Marihuana. La Llei model d'entitats sense ànim de lucre imposa moltes complexitats i requisits en la presa de decisions de membres. En conseqüència, moltes organitzacions, com ara la Wikimedia Foundation, han format estructures només per al consell. L'Associació Nacional de Parlamentaris ha generat preocupacions sobre les implicacions d'aquesta tendència per al futur de l'obertura, la responsabilitat i la comprensió de les preocupacions públiques a les organitzacions sense ànim de lucre. Concretament, assenyalen que les organitzacions sense ànim de lucre, a diferència de les corporacions empresarials, no estan subjectes a la disciplina de mercat per als productes i la disciplina dels accionistes del seu capital; per tant, sense el control dels membres de les decisions importants com ara l'elecció de la junta, hi ha poques garanties inherents contra l'abús. Una refutació a això podria ser que a mesura que les organitzacions sense ànim de lucre creixen i cerquen donacions més grans, el grau d'escrutini augmenta, incloses les expectatives dels estats financers auditats. Una altra refutació podria ser que les OBNL es veuen limitades, per la seva elecció de l'estructura legal, de beneficis financers pel que fa a la distribució de beneficis als membres i directors.

### Exempció fiscal
En molts països, les organitzacions sense ànim de lucre poden sol·licitar l'estat d'exempt d'impostos, de manera que l'organització pot estar exempta de l'impost sobre la renda i altres impostos. Als Estats Units, per estar exempt de l'impost federal sobre la renda, l'organització ha de complir els requisits establerts al Codi d'ingressos interns (IRC). La concessió de l'estatus sense ànim de lucre la fa l'estat, mentre que l'atorgament de la designació exempta d'impostos (com ara IRC 501(c)) l'atorga el govern federal a través de l'IRS. Això vol dir que no totes les organitzacions sense ànim de lucre són elegibles per estar exemptes d'impostos. Per exemple, els empleats d'organitzacions sense ànim de lucre paguen impostos dels seus sous, que reben segons les lleis del país. Les OBNL utilitzen el model d'un doble resultat final perquè promoure la seva causa és més important que obtenir beneficis, tot i que tots dos són necessaris per garantir la sostenibilitat de l'organització. Un avantatge de les organitzacions sense ànim de lucre registrades al Regne Unit és que es beneficien d'alguns alleujaments i exempcions. Les organitzacions benèfiques i les organitzacions sense ànim de lucre estan exemptes de l'Impost de Societats, així com els patrons estan exempts de l'Impost sobre la Renda.

## Problemes

###### Síndrome del fundador
La síndrome del fundador és un problema que experimenten les organitzacions a mesura que s'expandeixen. Els fundadors dinàmics, que tenen una forta visió de com operar el projecte, intenten mantenir el control de l'organització, fins i tot quan nous empleats o voluntaris volen ampliar l'abast del projecte o canviar la política.

###### Mala gestió dels recursos
La mala gestió dels recursos és un problema particular amb les NPO perquè els empleats no són responsables davant ningú que tingui una participació directa en l'organització. Per exemple, un empleat pot iniciar un nou programa sense revelar les seves responsabilitats completes. L'empleat pot ser recompensat per millorar la reputació de l'NPO, fer feliços altres empleats i atraure nous donants. Les responsabilitats promeses amb plena fe i crèdit de l'organització, però no registrades enlloc constitueixen frau comptable. Però fins i tot els passius indirectes afecten negativament la sostenibilitat financera de l'NPO, i l'NPO tindrà problemes financers tret que s'estableixin controls estrictes. Alguns comentaristes han argumentat que la recepció de fons significatius de grans corporacions amb ànim de lucre pot alterar en última instància Funcions de l'NPO. Una mesura freqüent de l'eficiència d'una OSFL és la seva ràtio de despeses (és a dir, les despeses en coses diferents dels seus programes, dividides per les seves despeses totals).